# Напівправильні змінні

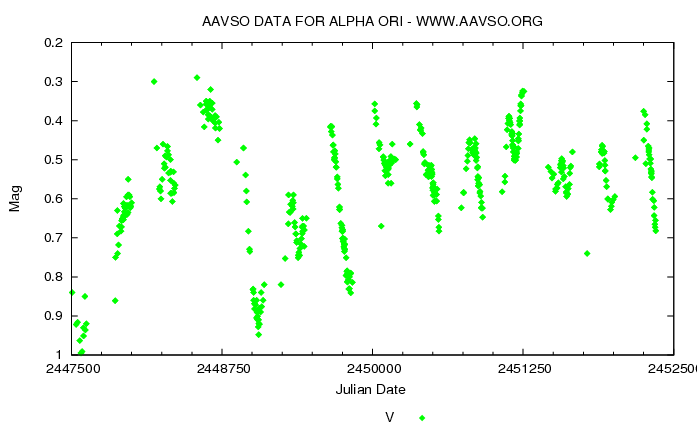
Крива блиску напівправильної змінної зорі Бетельгейзе

Напівправильні змінні зорі — гіганти або надгіганти середнього і пізнього спектрального типу, які демонструють значну періодичність у зміні їх світності, що супроводжується або іноді переривається різними нерегулярностями. Періоди лежать у діапазоні від 20 до більш як 2000 діб, а форми кривих блиску можуть бути досить різними й змінюватись з кожним циклом. Амплітуда може бути від декількох сотих одиниці до декількох зоряних величин (як правило, 1-2 величини у видимому світлі).

## Класифікація
Визначення чотирьох основних підтипів були формалізовані 1958 року на десятій Генеральній асамблеї Міжнародного астрономічного союзу (МАС), на початку XXI ст. було виділено п'ятий підтип.  Укладачі Загального каталогу змінних зір (GCVS) оновили класифікацію, зокрема додали нові зорі-прототипи у тих випадках, коли старі (такі як S Vul) були перекласифіковані.
| Підтип | Визначення МАС | Код GCVS | Визначення GCVS | Стандартні зорі                   |
| ------ | --- | -------- | --- | --------------------------------- |
| SRa    | напіврегулярні змінні гіганти пізніх спектральних класів (M, C і S), які мають періодичність з порівняною стабільністю та мають, як правило, малі (менші 2m.5) амплітуди зміни яскравості. Амплітуди та форми кривих яскравості зазвичай зазнають значних варіацій від періоду до періоду. Багато з цих зір відрізняються від мірид лише меншою амплітудою зміни яскравості.                                                            | SRA      | Напіврегулярні змінні гіганти пізніх спектральних класів (M, C, S чи Me, Ce, Se), які демонструють постійну періодичність та зазвичай малі (<2,5m у видимому світлі) амплітуди яскравості. Амплітуди та форми кривих яскравості зазвичай змінюються, а періоди становлять від 35 до 1200 діб. Багато з цих зір відрізняються від мірид лише меншою амплітудою зміни яскравості | Z Aqr                             |
| SRb    | напіврегулярні змінні гіганти пізніх спектральних класів (M, C і S) з погано вираженою періодичністю, тобто з різною тривалістю індивідуальних циклів (що веде до неможливості передбачати епохи максимальної та мінімальної яскравості), або з заміною періодичних змін на повільні нерегулярні варіації, або навіть на постійну яскравість. Деякі з цих зір характеризуються певним середнім значенням періоду, наведеним у каталозі. | SRB      | Напіврегулярні змінні гіганти пізніх спектральних класів (M, C, S чи Me, Ce, Se) з погано вираженою періодичністю (середні цикли від 20 до 2300 діб) або з взаємозмінними інтервалами періодичних та повільних нерегулярних змін, або навіть з інтервалами постійної яскравості. Кожній зорі цього типу як правило визначають певний середній період (цикл), значення якого наведено у каталозі. У деяких випадках спостерігається одночасна наявність двох або більше періодів змінності яскравості | AF Cyg RR CrB                     |
| SRc    | напіврегулярні змінні надгіганти пізніх спектральних класів | SRC      | Надгіганти спектральних класів (M, C, S чи Me, Ce, Se) з амплітудами близько 1 зоряної величини та періодами змінності блиску від 30 діб до декількох тисяч діб. | μ Cep RW Cyg                      |
| SRd    | напіврегулярні змінні гіганти та надгіганти спектральних класів F, G, K | SRD      | Напіврегулярні змінні гіганти та надгіганти спектральних класів F, G чи K, деколи з емісійними лініями у спектрі. Амплітуди коливання світності становлять від 0,1 до 4 зоряних величини, а періоди коливання — від 30 до 1100 діб | S Vul UU Her AG Aur SX Her SV UMa |
|        | | SRS      | Напіврегулярні пульсуючі червоні гіганти з коротким періодом (від декількох діб до місяця), ймовірно високо-овертонні пульсатори | AU Ari                            |

## Пульсація
Напівправильні змінні зорі, особливо підкласів SRa і SRb, часто об'єднували з міридами в клас довгоперіодичних змінних. В інших ситуаціях, термін поширювався на майже всі холодні пульсуючі зорі. Напіврегулярні гіганти тісно пов'язані з міридами: міриди зазвичай пульсують у фундаментальному моді; напіврегулярні гіганти пульсують на одному або декількох обертонах.
Фотометричні дослідження у Великій Магеллановій Хмарі, які шукали події гравітаційного мікролінзування, показали, що, по суті, всі холодні зорі на пізніх стадіях еволюції є змінними, при цьому найхолодніші зорі демонструють дуже великі амплітуди, а тепліші зорі демонструють тільки мікроколивання. Напівправильні змінні зорі розділено на п'ять основних виявлених послідовностей за відношенням період—світність, які відрізняються від мірид тільки тим, що пульсують в обертонах. Тісно пов'язані з ними включені до каталогу OGLE червоні гіганти малої амплітуди (OSARGs), що пульсують в невідомому режимі.
Багато напівправильних змінних мають довгі вторинні періоди, десь у десять разів довші за основний період пульсації, з амплітудами в декілька десятих зоряної величини на візуальних довжинах хвиль. Причина цих пульсацій невідома.

## Яскраві приклади
η Gem є найяскравішою змінною підкласу SRa та затемнюваною подвійною. GZ Peg є змінною підкласу SRa та зорею спектрального класу S з максимальною зоряною величиною +4,95. T Cen позначена як наступна за яскравістю зоря підкласу SRa, але висловлено припущення, що вона може бути змінною типу RV Тельця, що зробить її найяскравішою змінною цього типу.
Відомо багато зір підкласу SRb видимих неозброєним оком; найяскравішою з них є зоря третьої зоряної величини L2 Корми, включена до «Загального каталогу змінних зір». σ Lib та ρ Per на максимумі яскравості також є зорями підкласу SRb третьої зоряної величини. β Gru є зорею другої зоряної величини, внесена у «Загальний каталог змінних зір» як повільна нерегулярна змінна, але пізніші дослідження визначили її як підклас SRa. Усі ці чотири зорі є гігантами спектрального класу M. Деякі змінні підкласу SRb є вуглецевими зорями, наприклад UU Aur, або зорями спектрального класу S, як π1 Gru.
Внесені до каталогів зорі підкласу SRc менш чисельні, але клас включає деякі з найяскравіших зір на небі, такі як Бетельгейзе і Рас-Альгеті (α Her). Хоча зорі підкласу SRc визначено як надгіганти, деякі з них мають спектральні класи яскравості гігантів, а деякі інші, як α Her, відомі як зорі асимптотичного відгалуження гігантів.
Багато зір підкласу SRd є надзвичайно яскравими гіпергігантами, включно з видимими неозброєним оком ρ Кассіопеї, V509 Кассіопеї і ο1 Cen. Інші класифікують як гіганти, серед них найяскравішим прикладом є LU Aqr сьомої зоряної величини.
Більшість змінних підкласу SRS були відкриті у глибоких масштабних оглядах, але є й приклади, видимі неозброєним оком — V428 And, AV Ari й EL Psc.

## Спалахи
У літературі є вказівки на короткочасні зміни яскравості тривалістю від годин до днів для довгоперіодичних змінних. Ці події зазвичай мають форму спалаху з різким підйомом, за яким часто слідує повільніше зниження. Систематичне дослідження кривих блиску довгоперіодичних змінних після спалахів може лише показати, що такі події мають відбуватися дуже рідко, менше ніж 0,15 подій на зорю та рік. Тільки на часовій шкалі 10 діб трапляються відхилення від гладкої кривої блиску.